# مایکو کاواکامی
مایکو کاواکامی (انگلیسی: Maiko Kawakami؛ زادهٔ ۵ فوریهٔ ۱۹۶۶) بازیگر سوئدی-ژاپنی سینما و تلویزیون است.
از فیلم‌هایی که وی در آن‌ها نقش داشته‌است، می‌توان به و آنگاه اشاره نمود.